# ハネカクシ
ハネカクシとは、コウチュウ目ハネカクシ上科ハネカクシ科 (Staphylinidae) に属する昆虫の総称である。前翅が小さく、ここに大きな後翅を細かく折りたたんで隠しているように見えるものが多いことからこの名がついた。

## 概説
原始的なものを除くと前翅（鞘翅）が短いものが多い。体長は小さいもので1mm未満、大きなもので数cmほどの大きさがある。種数、生態ともに極めて多様性の高いグループである。しかしそのわりには従来より研究者が少なく、膨大な未発見種、未記載種を抱えている。また、分類学的研究の遅れから他の生物学的研究が遅れており、生態学や動物行動学などに関係した、興味深い現象の発見も大いに期待できると見られている。日本では1990年代後半になってから、これを専門に扱う研究会であるハネカクシ談話会を中心に研究が活発化してきており、若手の専門研究者も少しずつ増え、多くの新発見がなされつつある。

## 形態
大部分の種で上翅（鞘翅）が非常に小さく、後翅はその下に小さく巧みに折りたたまれているため、腹部の大部分が露出しており、一見すると短翅型のハサミムシやアリのような翅のない昆虫に見える。しかし実際にはほとんどの種類が機能的な後翅をもっていて、必要に応じてそれを伸ばしよく飛翔する。着地後は再び後翅をたたみ隠し、もとの翅の無いかのような姿に戻る。これが「翅隠し」とよばれる所以である。前述のように非常に種類が多いことで有名で、1科に含まれる種数の多さでは動物界全体から見てゾウムシ科に次ぐと言われている。世界には数千属に属する5万8000種以上が知られているが、実際には10万種以上あるとも言われ、日本国内だけでも数百種の未記載種がいる可能性が高い。歴史も古く、約2億年前の中生代三畳紀の化石が知られている。
非常に大きなグループであるため形態もさまざまで、なかには腹部が上翅で完全に覆われて一見ゴミムシ類に似たものや丸味がかった体型の種などもあるが、大部分は多少なりとも細長く、腹部の大半が露出した姿をしている。大きさも多様で、体長1mm未満のものから35mm以上の大型種まであるが、2mm～8mm程度のものが大部分を占めている。体色は黒っぽいものが多く、派手な斑紋や色彩を有するものは多くはないが、部分的あるいは全体に赤褐色や黄色などの色彩を有するものがしばしばあり、時には上翅などに青緑色の金属光沢をもつものや、金色に輝く微毛の密集部を持つものもある。
触角は通常11節で、糸状（各節が「幅＜長さ」で、全体にほぼ同じ太さの触角をいう）や数珠状であるが、属によっては明瞭な棍棒部（触角先端数節が太くなる状態）を形成し、特にアリヅカムシ亜科では節が融合したり、特殊な形に変化しているものも多い。
多くの種は、飛翔を活発に行い、飛翔時には体を立てて飛ぶ。飛翔速度は遅い。また、大きな後翅に対して、それを収納する前翅（鞘翅）が小さいので、露出した腹部などをくねらせるなど、独特の収納方法を行う。

## 生態
生息環境も多様で、草原や森林、あるいは湿地などコウチュウ目の生息する環境のほとんどに本科のものも生息し、砂浜や磯といった海岸の高潮帯に住むものも少なくない。ただし、少なくとも日本産では、ガムシやゲンゴロウのように完全に水中を生活圏とする種はまだ知られていない。しかしセスジハネカクシ亜科のカワベハネカクシ属（Bledius）には、オオツノハネカクシに代表されるように満潮時には水没する海岸の塩性湿地に生活するものがいる。これらは満潮で水没しているときには泥に深く掘った水の浸入しない巣穴の中に潜み、干潮時に巣穴を出て周囲の泥の表面の微細な藻類など微生物を摂食する。カワベハネカクシ属には川や池といった淡水の水辺に巣穴を掘る種も多く、やはり水位の変動に適応していると考えられる。海岸には他にも、岩礁海岸や転石海岸で、満潮時に石や岩の隙間に潜んで生活するハネカクシが様々な属にまたがって知られている。また、メダカハネカクシ亜科には水際生活者が多く、しばしば水面に浮かんで尾端から界面活性剤を分泌し、体の前後の表面張力の差を利用して滑るように水面を移動するものがあることが知られている。したがって、水際性の水生カメムシ類程度には水生昆虫として生活しているものもいると見ることができる。微生息環境としては、石の下や落葉層内で多く見られるように、地表周辺や土壌で生活するものが最も多い。またアリやシロアリの巣に生息する好蟻性や好白蟻性の種も多数知られている。
食性も非常に多様である。亜科によってその傾向は異なるが、多くの種は昆虫その他の無脊椎動物を捕食する肉食性である。また植物遺骸を食べるものや、糞食・藻類食（セスジハネカクシ亜科など）、菌類食（オオキバハネカクシ亜科・シリボソハネカクシ亜科など）の種類も少なくない。このような多様な食性から、本科の昆虫は高等植物の生体組織以外はほとんど何でも食べるとも言われる。
なお、雑食性の著しいアオバアリガタハネカクシでは、肉食を基調にするものの、トマトやキュウリの果肉のみを与えて幼虫を成虫にまで育てた報告もあり、積極的な植食性昆虫ではないとは言え、高等植物の生体組織すら食べるとも言える。
特徴的な捕食行動をもつものとしては、糞や動物死体の上で待機し、飛来したハエに敏速にハンミョウのように飛びかかって捕食するサビハネカクシや、ヤゴのように口器をすばやく突出させてトビムシなどを捕らえるメダカハネカクシ亜科が挙げられる。哺乳類の体につくものもあり、これらの大部分はそこに生息するノミなどの寄生虫を捕食するのでむしろ有益であるが、特殊な例では哺乳類の皮膚組織を齧り取って生活する種類もごく僅かながら知られている。
いくつかのグループでは成虫の子育て行動が報告されている。オオキバハネカクシ亜科のハネカクシの雌はツキヨタケのような軟質のキノコの内部を掘って部屋を作り、この中に産卵し、キノコの内部を食べて育つ幼虫を保護する。カワベハネカクシ属の海岸性の種では、雌成虫が巣穴の内部を拡張して内壁に産卵、さらに巣穴の内部に周囲の泥の表面から採取した微細藻類をフレーク状にして蓄え、幼虫の餌とすることが、ヨーロッパ産の Bledius spectabilis の研究で知られている。この行動は、満潮時に海水の侵入を防ぐだけの巣穴を掘るには、まだ小さすぎる若齢幼虫を保護する行動だと考えられており、幼虫は巣穴の中で母親に与えられた藻類を食べてある程度成長すると、母親の巣穴から出て自らの巣穴を掘って自立する。また、巣穴から雌を除くことによって幼虫の死亡率がカビの感染やゴミムシの捕食によって上昇することも確認されており、これらの外敵から幼虫を守る行動をとっているとも考えられている。日本でもこの種と近縁で形態や生息場所が酷似したオオツノハネカクシがこうした行動をとっている可能性は極めて高く、研究が待たれる。
なお子育てに関して付記すると、シデムシ科のモンシデムシ属は、子育て行動が高度に発達していることで知られているが、このシデムシ科もハネカクシ上科に属している。

## 人間とのかかわり
大多数の種はほとんど人間生活や経済活動との直接のかかわりをもたず、市街地にも生息するにもかかわらず、小柄であるため人々も普段は気がつくことも少ない。
しかしハネカクシの専門家以外にもよく知られたものに体液に毒素（ペデリン）を有するアオバアリガタハネカクシ（Paederus fuscipes Curtis）がある。水田地帯など湿潤な平野に多い昆虫で人家にも灯火に誘引されてよく飛来するが、分泌した体液が首筋や太腿のような皮膚の角質の薄い箇所に付着すると、かぶれて線状皮膚炎を引き起こす。体液がついてから発症するまでに多少の時間がかかるため、患者はその原因が自分の肌から少し前に払い落とした小昆虫の体液にあることに気がつきにくく、突然生じるミミズ腫れに当惑することになる。そのため地方によっては家屋内を徘徊するヤモリの尿が付着したためとする俗信を生み、これを俗に「ヤモリのしょんべん」とも呼ぶ。アオバアリガタハネカクシの毒成分はペデリン（Pederin）といい、全合成も行われている。
また先に紹介したオオツノハネカクシは、かつて入り浜式の塩田が盛んだった時代には、塩田に高密度で生息して巣穴を掘り、粘土床から掘り出した泥を表面に敷いた砂に撒き散らして汚染したり、粘土床から海水が漏れやすくするなどして、塩田害虫として嫌われた。しかし、今日では各地で絶滅が危惧されている。また自然環境がよく保全された海岸の塩性湿地にしか見られず、よく保全された自然環境の指標種として扱われている。
なお、他の昆虫などを捕食する種、例えばハダニの卵を捕食するハネカクシなどに関しては、害虫に対する生物的防除に活用しようとする試みもあるが、かならずしも有効な結果は得られていないという。

## 分類
本科は既知種だけでも世界で5万8000種（2013年時点）という膨大さを誇り、約37万種が知られる甲虫目の約15%を本科の種が占める。巨大な分類群のため分類法は研究者によっても異なり、本科を10科程度に分けるべきだとする考え方もある。しかし一般的には1科として4群に分け、これをさらに31亜科、約100族、約3200属に分けるのが普通である。このうち日本では20亜科が知られ、下のリストのうち和名を付した亜科がそれにあたる。またコケムシ科を本科に含む亜科（コケムシ亜科）として扱うこともある。日本産の種数は、2013年時点で2290種が知られる（コケムシ亜科の種を含む）。
なおニセマキムシ亜科やアリヅカムシ亜科、デオキノコムシ亜科など数亜科は、従来は独立の科として扱われてきた。そのため、それらの亜科を科として扱っている図鑑等もあるが、分岐分類学的には、それらを除いた旧ハネカクシ科の概念は側系統群となる。しかしこの分類法も確定したとは言えず、研究の進展や新たな分類群の発見などで将来的には変更される可能性も大いにある。

### 下位分類

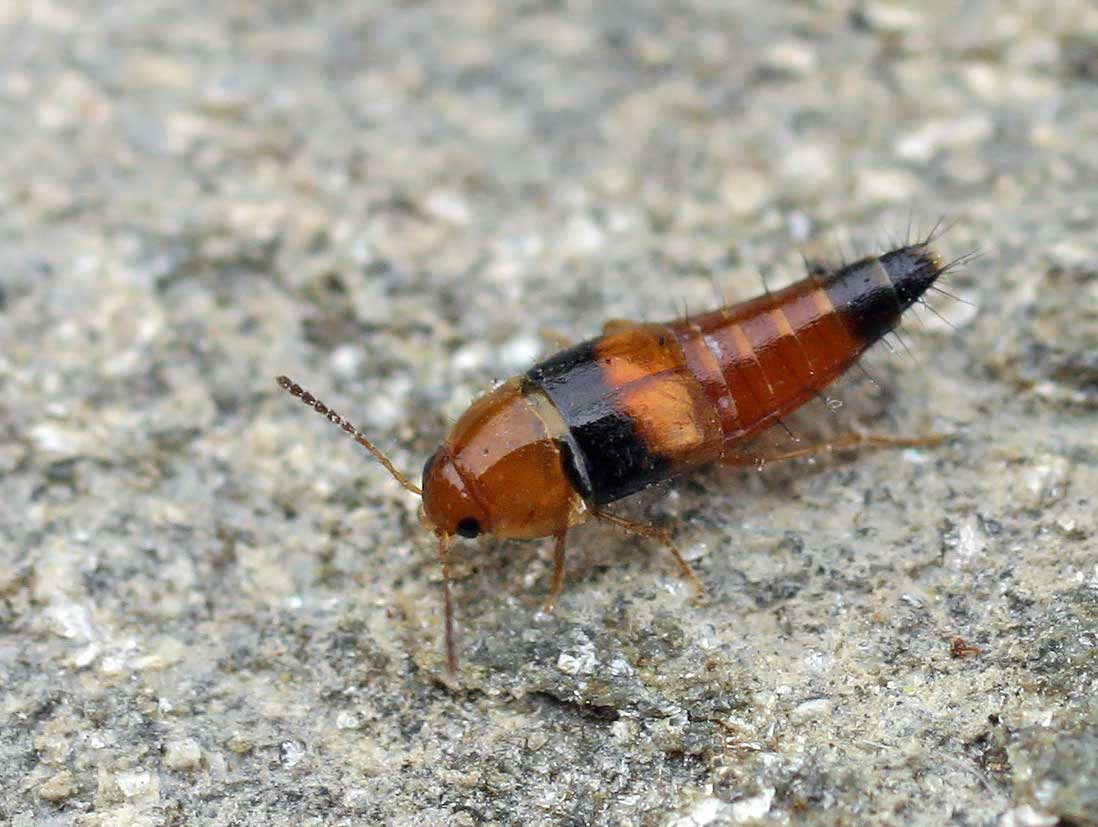
シリホソハネカクシ亜科（Tachyporus obtusus）

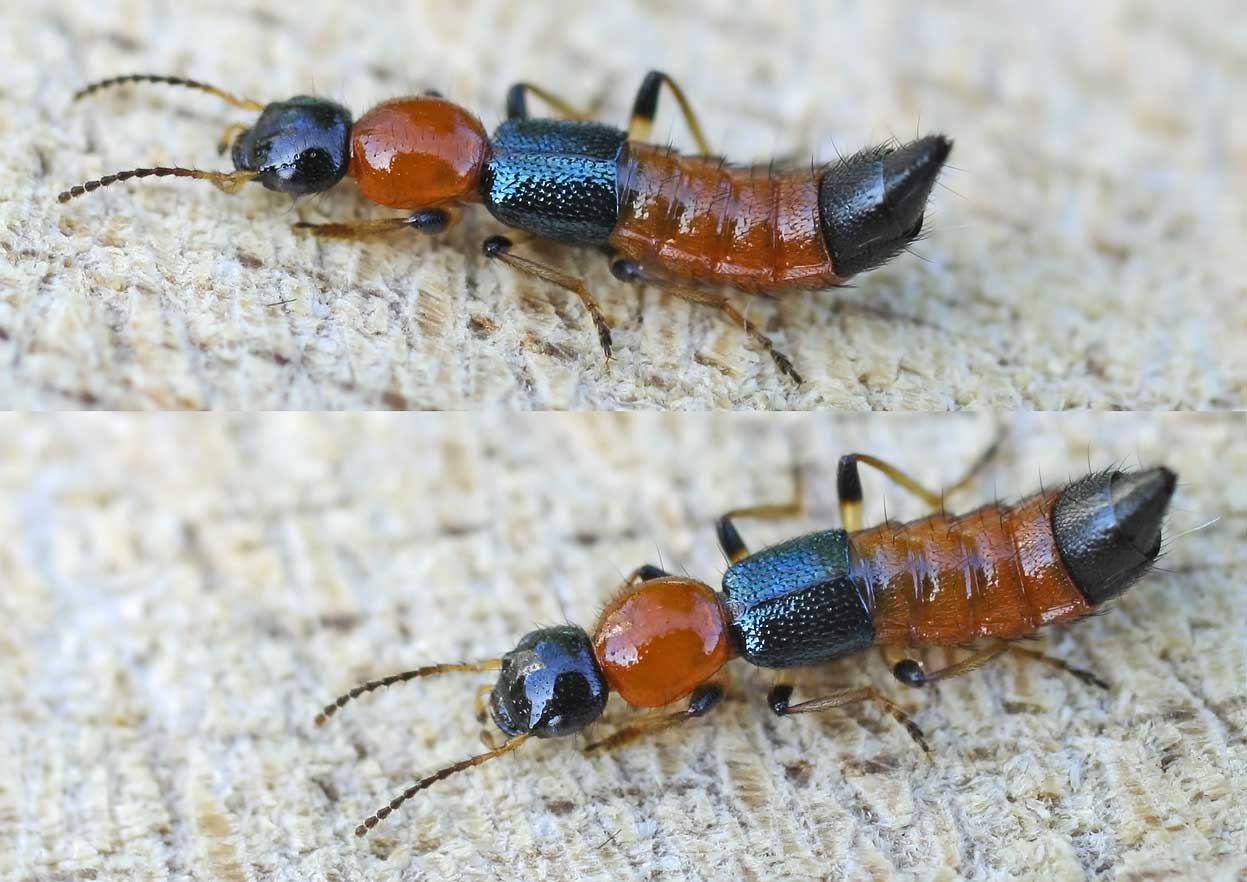
アリガタハネカクシ亜科（Paederus littoralis）

- Omaliinae-group ヨツメハネカクシ群
  - Omaliinae ヨツメハネカクシ亜科
  - Empelinae
  - Proteininae ハバビロハネカクシ亜科
  - Pselaphinae アリヅカムシ亜科
  - Glypholomatinae
  - Microsilphinae
  - Micropeplinae チビハネカクシ亜科
  - Neophoninae
  - Dasycerinae ニセマキムシ亜科
  - Protopselaphinae

- Tachyporinae-group シリボソハネカクシ群
  - Phloeocharinae
  - Olisthaerinae
  - Tachyporinae シリホソハネカクシ亜科（シリボソハネカクシ亜科）
  - Trichophyinae ホソヒゲハネカクシ亜科
  - Habrocerinae
  - Aleocharinae ヒゲブトハネカクシ亜科

- Oxytelinae-group セスジハネカクシ群
  - Trigonurinae
  - Apateticinae オサシデムシモドキ亜科
  - Scaphidiinae デオキノコムシ亜科
  - Piestinae ヒラタハネカクシ亜科
  - Osoriinae ツツハネカクシ亜科
  - Oxytelinae セスジハネカクシ亜科

- Staphylininae-groupハネカクシ群
  - Oxyporinae オオキバハネカクシ亜科
  - Megalopsidiinae メダカオオキバハネカクシ亜科
  - Steninae メダカハネカクシ亜科
  - Euaesthetinae チビフトハネカクシ亜科
  - Solieriinae
  - Leptotyphlinae
  - Pseudopsinae スジヒラタハネカクシ亜科
  - Paederinae アリガタハネカクシ亜科
  - Staphylininae ハネカクシ亜科